# Namea flavomaculata
Namea flavomaculata is een spinnensoort in de taxonomische indeling van de bruine klapdeurspinnen (Nemesiidae).
Namea flavomaculata werd in 1918 beschreven door Rainbow & Pulleine.